# Andrzej Piaseczny (album)
Andrzej Piaseczny – trzeci album studyjny polskiego wokalisty popowego Andrzeja Piasecznego, wydany 10 listopada 2003 nakładem wytwórni muzycznej BMG Poland. Pierwszy wydany pod imieniem i nazwiskiem, poprzednie dwa solowe firmowane były pseudonimem Piasek. Album dotarł do 13. miejsca listy OLiS.

## Lista utworów
Opracowano na podstawie materiału źródłowego.
1. „Chociaż Ty” (słowa: A. Piaseczny, muzyka: V. Georgijev) – 3:53
2. „Teraz płacz” (słowa: A. Piaseczny, muzyka: Adam Abramek, P. Sot) – 4:04
3. „Szczęście jest blisko” (słowa: A. Piaseczny, muzyka: S. Krajewski) – 2:58
4. „Zawsze pod wiatr” (słowa: A. Piaseczny, muzyka: R. Hedges, N. Butler, T. Ackerman) – 3:13
5. „Wszystko trzeba przeżyć” (słowa: A. Piaseczny, muzyka: A. Abramek, P. Sot) – 3:36
6. „Wyjadę stąd” (słowa: A. Piaseczny, muzyka: A. Abramek, P. Sot) – 3:27
7. „Gdy kobieta mówi ciałem” (słowa: D. Wyszogrodzki, muzyka: A. Abramek, P. Sot) – 4:00
8. „Jedna na milion” (słowa: A. Piaseczny, muzyka: A. Abramek, P. Sot) – 4:28
9. „Kocham dwie” (słowa: D. Wyszogrodzki, muzyka: A. Abramek, P. Sot) – 3:46
10. „Wczoraj do dziś” (słowa: A. Piaseczny, muzyka: M. Topham, K. Twigg, M. Read) – 2:57
11. „Pozostawiasz ślad” (słowa: A. Piaseczny, muzyka: A. Abramek, P. Sot) – 3:57